# أدريان بينيت
أدريان بينيت (بالإنجليزية: Adrian Bennett)‏ هو نقابي وسياسي أسترالي، ولد في 21 يناير 1933 في أستراليا، وتوفي في 9 مايو 2006. حزبياً، نشط في حزب العمال الأسترالي. وقد انتخب عضو مجلس النواب الأسترالي عن دائرة Division of Swan ‏ (25 أكتوبر 1969 – 13 ديسمبر 1975).